# Ernesto Luis de Hesse-Darmstadt
Ernesto Luis, gran duque de Hesse y el Rin (en alemán: Ernst Ludwig von Hesse; Darmstadt, 25 de noviembre de 1868-Langen, 9 de octubre de 1937) fue el último gran duque de Hesse de 1892 a 1918. Sus padres fueron el gran duque Luis IV de Hesse y el Rin y la princesa Alicia del Reino Unido, hija de la reina Victoria y el príncipe Alberto. Durante su infancia le tocó experimentar la muerte de dos de sus hermanos menores y también la de su madre, situación que le afectó profundamente. 
A la muerte de Luis IV en 1892, Ernesto Luis lo sucedió como gran duque. Como gobernante se caracterizó por su prudencia y por dedicarse activamente al apoyo y promoción del arte. Su personalidad sensible y su renuencia a contraer matrimonio fueron fuente de muchas especulaciones. Ernesto Luis era homosexual, pero debido en parte a las presiones familiares y a la necesidad de un heredero, contrajo matrimonio con su prima, la princesa Victoria Melita de Sajonia-Coburgo-Gotha, de quien terminó divorciándose en 1901. Se casó en segundas nupcias con la princesa Leonor de Solms-Hohensolms-Lich en 1905. 
Al final de la Primera Guerra Mundial fue abolido el Gran Ducado de Hesse a causa de la Revolución de noviembre de 1918. A diferencia de otros príncipes y debido al gran afecto que le profesaba el pueblo, se le permitió permanecer en Alemania y conservar algunas propiedades. Ernesto Luis vivió tranquilamente sus últimos años, dedicado a sus aficiones y a su familia. Murió en 1937 en el palacio de Wolfsgarten, fue sepultado en el cementerio del parque Rosenhöhe ubicado en Darmstadt.

## Primeros años
Ernesto Luis, llamado coloquialmente Ernie, nació en Darmstadt el 25 de noviembre de 1868 y fue el cuarto hijo del matrimonio de Luis IV, gran duque de Hesse-Darmstadt y la princesa Alicia del Reino Unido, hija de la reina Victoria y el príncipe Alberto. Creció en el Neues Palais, el hogar familiar, y al igual que sus hermanos: Victoria, Isabel, Irene, Federico, Alix y María, recibió una educación privada de alto nivel.
En 1873, mientras jugaba con su hermano, Federico —que había sido diagnosticado con hemofilia un año antes— cayó accidentalmente desde una ventana y más tarde murió de una hemorragia cerebral. Tras el fallecimiento de Federico, la princesa Alicia entró en un estado depresivo que trastornó a toda la familia. Ernesto Luis, quien era apenas un niño, llegó a sentirse culpable del fatal accidente.

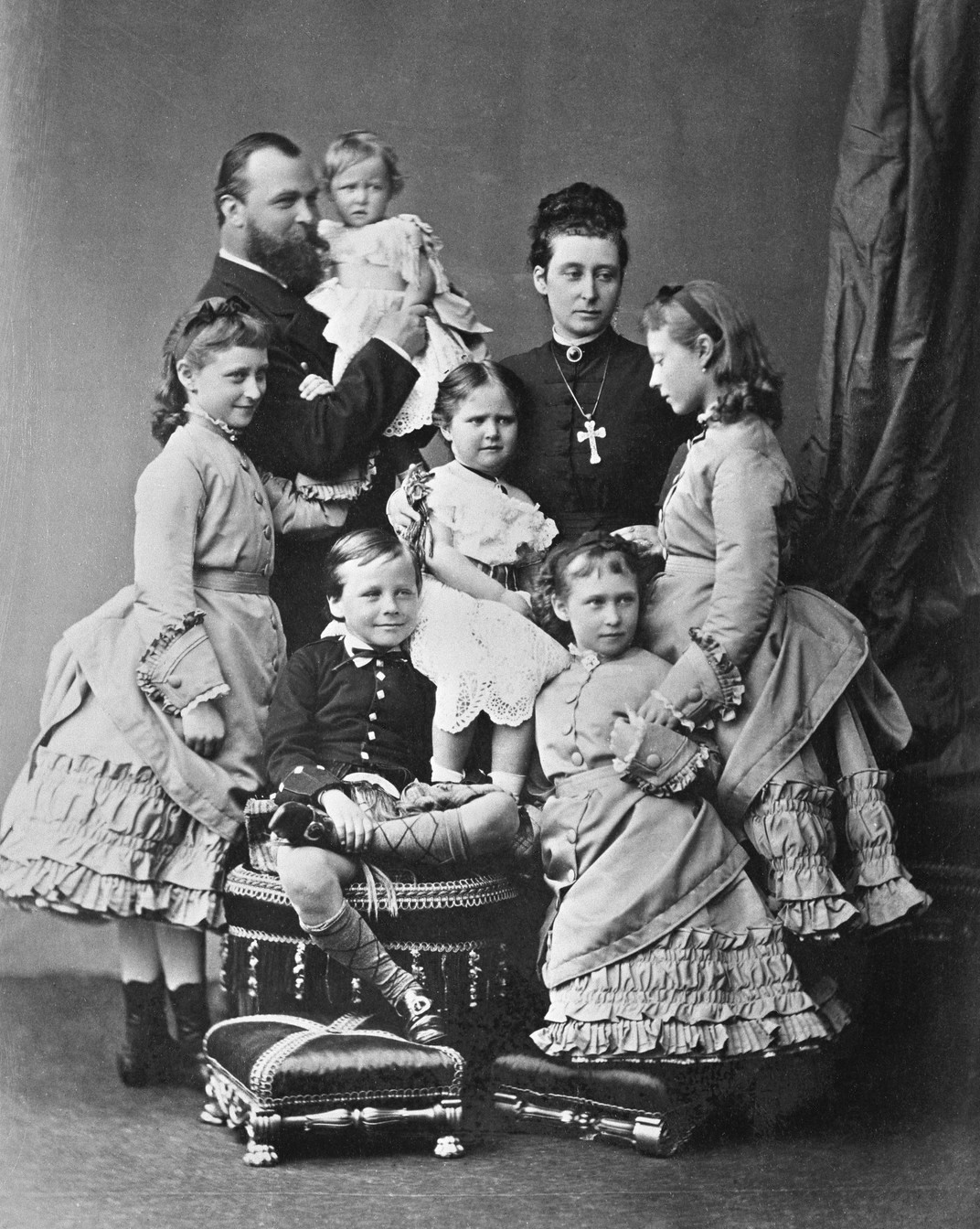
La familia Hesse en 1876.

Casi toda la familia enfermó de difteria en noviembre de 1878, primero fue Victoria y días después los demás niños —excepto Isabel que fue enviada a vivir fuera de palacio y fue el único miembro de la familia que escapó de contraer la enfermedad— y el gran duque se habían contagiado. La princesa Alicia se encargó personalmente del cuidado de su familia. El 15 de noviembre falleció María, la menor de las niñas; cuando Alicia tuvo que informar a Ernesto Luis de la muerte de su hermana, en un impulso lo besó y lo abrazó con el deseo de animarlo. Días después, cuando la familia parecía haberse recuperado, Alicia enfermó gravemente y finalmente murió el 14 de diciembre. El primer ministro, Benjamin Disraeli, en ocasión del fallecimiento de la princesa, dijo ante la Cámara de los Lores: 

Fue su destino informar a su hijo, tan joven, de la muerte de su hermana, con quien estaba unido con devoción. El niño estaba tan abrumado por la desgracia, que la perturbada madre, para consolarlo, lo estrechó entre sus brazos y de ese modo recibió el beso de la muerte.

Los niños quedaron bajo la protección de su abuela materna, quien se hizo cargo de vigilar su educación y al mismo tiempo sobreprotegió a Ernie, quien se sentía responsable de la muerte de su madre. Durante aquellos años los jóvenes príncipes pasaron la mayor parte del tiempo entre Gran Bretaña y la residencia de caza en Wolfsgarten, mientras su padre se dedicaba a sus tareas como gobernante.
En abril de 1884, Victoria contrajo matrimonio con el príncipe Luis de Battenberg; el mismo día, el gran duque se casó en secreto con su amante, Alexandrine de Kolemine, una condesa que había estado casada con un diplomático ruso. Su matrimonio con una plebeya y además divorciada fue motivo de escándalo entre la realeza y Luis IV se vio forzado a anular su matrimonio. Semanas después, Isabel contrajo nupcias con el gran duque Sergio Alexandrovich, hijo del zar Alejandro II de Rusia y la zarina María Alexandrovna. En 1888, la princesa Irene se desposó con el príncipe Enrique de Prusia, hermano del Kaiser Guillermo II de Alemania.
El 25 de abril de 1885, recibió el sacramento de la confirmación en la capilla del palacio de la Residencia en Darmstadt.
Ernesto Luis creció en un entorno de sobreprotección e influencia femenina y desarrolló una personalidad sensible que llegó a ser fuente de muchas especulaciones. Sus estudios superiores los realizó en la Universidad de Leipzig y en esa época fue cuando conoció el movimiento Arts and Crafts. Aunque llegó a destacar en ciertas áreas como arte, historia y literatura, su afición por socializar lo indujo a descuidar sus estudios.

## Gran Duque de Hesse
El 13 de marzo de 1892, murió Luis IV de Hesse-Darmstadt y fue sucedido por Ernesto Luis, quien llegó al trono derrochando energía, todo indicaba que quería realizar grandes cambios, según Meriel Buchanan —hija del embajador británico en el gran ducado—: «Quería movimiento, color y alegría sobre él. Su discurso rápido, sus gestos rápidos, sus ojos de color azul brillante, que en ocasiones podían empañarse por la melancolía, todo expresaba su temperamento voluble». Después del tiempo de luto requerido, comenzó con la planificación de bailes y presentaciones de teatro.
La reina Victoria se dio a la tarea de buscar una esposa para el nuevo gran duque y su candidata ideal era una de sus nietas y prima a la vez de Ernesto Luis, la princesa Victoria Melita, hija del príncipe Alfredo, duque de Edimburgo —cuarto hijo de la reina Victoria y el príncipe Alberto—, y de María Aleksándrovna, hija del zar Alejandro II de Rusia. Gran parte de la familia real se reunió en Balmoral en el otoño de 1891. Durante esta temporada, el gran duque y su prima llegaron a establecer una buena amistad. Ernesto Luis era homosexual y no estaba entre sus planes contraer matrimonio, por lo que trató de resistirse a las presiones de su abuela; la reina, en busca de apoyo, solicitó la intervención de Victoria, la hermana mayor de Ernesto Luis. La princesa Victoria de Hesse-Darmstadt, apoyada por su tía Victoria Adelaida, hija mayor de la reina y emperatriz de Alemania, trató de convencer a su abuela de no insistir en el matrimonio, atendiendo a los deseos de su hermano. Entre otras cosas, apelaron a la consanguinidad y el riesgo de que se presentaran nuevos casos de hemofilia dentro de la familia. Pero la reina Victoria no cedió.

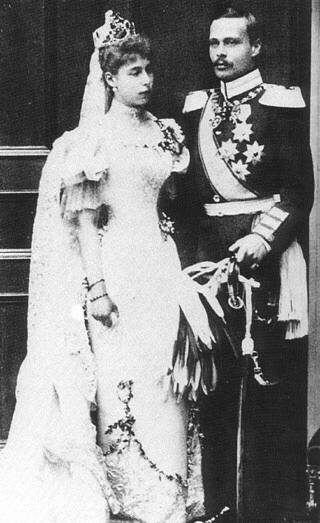
Ernesto y Victoria, el día de su boda.

El matrimonio se llevó a cabo el 19 de abril de 1894 en Coburgo. Fue con motivo de este enlace que el entonces zarevich Nicolás, que más tarde sería Nicolás II de Rusia, pidió la mano a Alicia de Hesse e hicieron público su compromiso. Los recién casados intentaron sacar adelante la unión, pero pronto se dieron cuenta de que las cosas no funcionaban y cada uno hizo su propia vida. Victoria Melita no mostraba interés por sus responsabilidades como gran duquesa, lo que motivó el disgusto de Ernesto Luis. 
La pareja tuvo una hija que nació el 11 de marzo de 1895 y fue llamada Isabel. Ernesto Luis se dedicó en cuerpo y alma a su hija, a diferencia de Victoria Melita que no mostró el mismo interés, finalmente esto causó un distanciamiento cada vez mayor y para cuando la niña cumplió dos años el matrimonio estaba prácticamente disuelto. El gran duque dividía su tiempo entre el gobierno, su amor por el arte y su hija. Victoria Melita en cambio, dedicaba gran parte del tiempo a viajar. Durante uno de estos viajes, Victoria Melita se encontró con su primo el gran duque Cirilo Vladimirovich de Rusia, un antiguo enamorado, e iniciaron una relación.
Semanas después de la muerte de la reina Victoria en 1901, Victoria Melita partió a visitar a su madre llevándose gran parte de sus pertenencias y ya no regresó. Más tarde, desde el hogar de sus padres le mandó avisar a su marido que quería divorciarse. A pesar del gran escándalo que se suscitó entre la realeza, ya que se consideraba inconcebible que un soberano se divorciara, nadie pudo hacer que Victoria Melita cambiara de opinión. El matrimonio fue disuelto el 21 de diciembre de 1901. Isabel permaneció en Darmstadt con su padre. 

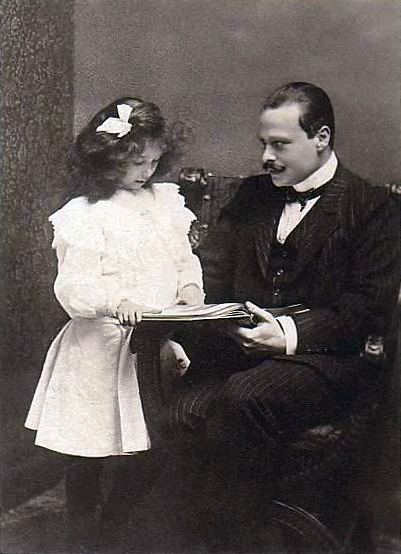
Ernesto e Isabel, en 1901-1902.

Ernesto Luis decidió viajar junto a su hija a finales de 1903, para pasar unas vacaciones con su cuñado el zar Nicolás II de Rusia y su familia, en el pabellón de caza de Skernevetski ubicado en Polonia. Isabel despertó sintiéndose mal el 16 de noviembre, pero como más tarde mejoró, los adultos se fueron al teatro. Esa misma noche, la niña perdió el conocimiento repentinamente, aunque fue reanimada, resultaba obvio que estaba gravemente enferma. El diagnóstico efectuado por el médico de la corte fue fiebre tifoidea, pero algunas personas sospechaban que podía haber resultado envenenada por accidente y que la intención original había sido eliminar a Nicolás II. Cuando Victoria Melita, enterada de la gravedad de su hija, se dirigía a tomar el ferrocarril, fue notificada de su fallecimiento. El cuerpo de la niña fue dispuesto en un ataúd de plata y enviado de regreso a su hogar, para ser sepultada en el cementerio del parque Rosenhöhe en Darmstadt.
Al año siguiente, Ernesto Luis, se enfrascó en el desarrollo de la Kunstlerkolonie, una especie de colonia de artistas que fundó en Mathildenhöhe. El eje central de la colonia era la Ernst Ludwig Exhibition Hall and Studio (una sala de exhibiciones) y la Iglesia Ortodoxa Rusa de Santa María Magdalena construida por su cuñado el zar. Alrededor de estas estructuras se disponían las casas habitadas por los artistas y arquitectos atraídos por los auspicios del gran duque. Bajo su mando, Darmstadt llegó a ser reconocida como «la capital alemana del movimiento Jugendstil». Ese mismo año, Ernesto conoció a la princesa Eleonora de Solms-Hohensolms-Lich, con quien estableció una estrecha relación y que más tarde se convirtió en su segunda esposa. Según Penny Wilson: «a los treinta y tres años, Eleonora no tenía muchas posibilidades de contraer matrimonio con un esposo adecuado dentro de la realeza. Es posible que la pareja haya hablado con franqueza y llegado a un acuerdo. Otros matrimonios reales habían sido construidos a menudo sobre esas bases […]». En el caso de Ernesto Luis, pesaba además la necesidad de tener un heredero varón. La pareja contrajo matrimonio el 2 de febrero de 1905, al año siguiente nació su primer hijo, Jorge Donato, y dos años después el segundo, a quien llamaron Luis.
El 16 de julio de 1910 fue nombrado caballero de la Insigne Orden del Toisón de Oro por el rey Alfonso XIII de España.
El matrimonio resultó armonioso y Eleonora se dedicó a su familia y a desempeñar las labores que le correspondían dentro de la corte, hasta que Ernesto Luis fue llamado al servicio de su primo el Káiser Guillermo II para colaborar con Alemania durante la Primera Guerra Mundial. Hacia el final de la guerra y a causa de la Revolución de noviembre de 1918, Guillermo II fue obligado a abdicar el 9 de noviembre de 1918 y al día siguiente partió exiliado a los Países Bajos, donde viviría hasta su fallecimiento el 5 de junio de 1941. También como consecuencia de la revolución fueron abolidos el Gran Ducado de Hesse y los otros estados alemanes, pero a diferencia de otros príncipes y debido al gran afecto que le profesaba el pueblo, a Ernesto Luis se le permitió permanecer en Alemania y conservar algunas propiedades, como el Nuevo Palacio en Darmstadt y los cotos de caza en Seeheim y Wolfsgarten. Los primeros dos serían vendidos más adelante y la familia conservó solamente el Palacio de Wolfsgarten en Langen, donde vive el actual jefe de la casa, el príncipe Mauricio de Hesse. 
Jorge Donato se casó en Darmstadt el 2 de febrero de 1931, con su prima, la princesa Cecilia de Grecia y Dinamarca, hija del príncipe Andrés de Grecia y Dinamarca y la princesa Alicia de Battenberg. En los siguientes cinco años tuvieron tres hijos: Luis Ernesto (1931), Alejandro Jorge (1933) y Juana Marina.

## Fallecimiento, eventos posteriores y legado
Ernesto Luis murió tranquilamente en el Palacio de Wolfsgarten el 9 de octubre de 1937 y fue enterrado en el cementerio del parque Rosenhöhe, junto al Nuevo Mausoleo y muy cerca de la tumba de su hija Isabel. Su hijo menor, Luis, tenía planeado casarse ese mismo mes con Margaret Campbell Geddes —hija de Sir Auckland Campbell Geddes, ministro del Gabinete y Embajador británico en los Estados Unidos—, pero debido al fallecimiento de su padre aplazó la ceremonia hasta noviembre. El 16 de noviembre, Leonor, junto con Jorge Donato, Cecilia —la esposa de Jorge Donato que estaba embarazada— y sus dos hijos varones, viajaron a Londres para asistir a la boda. El avión, que volaba a través de una niebla muy densa, se estrelló contra la chimenea de una fábrica cerca de Ostende en Bélgica y se desplomó envuelto en llamas. No hubo sobrevivientes. Al día siguiente, el príncipe Luis se casó en una pequeña ceremonia y con los invitados vestidos de luto. Su tía Victoria, marquesa de Milford Haven y hermana de su padre, había insistido en no volver a posponer la boda a pesar de los tristes acontecimientos. Luis volvió a Darmstadt con su nueva esposa y los cuerpos de su familia, que fueron enterrados junto a Ernesto Luis en Rosenhöhe. Luis y Margarita adoptaron a la hija sobreviviente de Jorge Donato y Cecilia, Juana, quien murió en 1939 de meningitis. En 1968, el príncipe Luis falleció sin sucesión. Era el último descendiente del Gran Duque Ernesto Luis de Hesse. 
Como benefactor, Ernesto Luis patrocinó y promocionó a algunos de los más importantes arquitectos, artistas, escultores y diseñadores del siglo XX. La colonia de artistas que creó en Damstadt y su afición por el Jugendstil enriqueció a Hesse e influenció la opinión a nivel mundial. Según Penny Wilson, «su apoyo a esos hombres, que más tarde entrenarían a luminarias tales como Le Corbusier y Mies van der Rohe, cambió radicalmente el rostro del arte y la arquitectura modernos». Fue un gobernante prudente, que se ganó el afecto de su pueblo, lo que le brindó recompensas en los complicados tiempos después de la Primera Guerra Mundial. En Darmstadt sigue siendo un personaje muy querido, que ha permanecido en el recuerdo de aquellos que crecieron rodeados de su obra visionaria.

## Títulos y órdenes

### Títulos
- 15 de noviembre de 1868-13 de junio de 1877: Su Alteza Granducal el príncipe Ernesto Luis de Hesse.
- 13 de junio de 1877-13 de marzo de 1892: Su Alteza Real el gran duque heredero de Hesse y del Rin.[13]
- 13 de marzo de 1892-9 de octubre de 1937: Su Alteza Real el gran duque de Hesse y del Rin.[14]

### Órdenes

#### Gran ducado de Hesse
- Gran maestre de la Orden de Luis.[14]
- Gran maestre de la Orden del León Dorado.[14]
- Gran maestre de la Orden de Felipe el Magnánimo.[14]
- Fundador y gran maestre de la Orden de la Estrella de Brabante.[15]

#### Extranjeras
- Caballero de la Orden del Águila Blanca.[14] ( Reino de Polonia)
- Caballero de la Orden de San Andrés.[14] ( Imperio ruso)
- Caballero de primera clase de la Orden de Santa Ana.[14] ( Imperio ruso)
- Caballero de la Orden de San Alejandro Nevsky.[14] ( Imperio ruso)
- Caballero de la Orden de la Fidelidad.[14] ( Gran Ducado de Baden)
- Caballero de la Orden de la Jarretera.[14] ( Reino Unido)
- Caballero de la Orden del Toisón de oro.[16] (1910,  Reino de España)
- Caballero gran cruz de la Orden de San Esteban de Hungría.[17] (1893,  Imperio austríaco)
- Caballero de la Orden de la Corona de Ruda.[14] ( Reino de Sajonia)
- Caballero gran cruz de la Sagrada Orden Militar Constantiniana de San Jorge.[18] (Casa de Borbón-Parma)

## Ancestros
| \| \| \| \| \| \| \| \| \| \| \| \| \| \| \| \| \| \| \| \| 16. Luis I, Gran Duque de Hesse y el Rin \| \| \| \| \| \| \| \| \| \| \| \| \| \| \| \| \| \| \| \| \| \| \| \| \| \| \| \| \| \| \| \| \| \| \| \| \| \| \| \| \| \| \| \| \| \| \| \| \| \| \| \| \| \| 8. Luis II, Gran Duque de Hesse y el Rin \| \| \| \| \| \| \| \| \| \| \| \| \| \| \| \| \| \| \| \| \| \| \| \| \| \| \| \| \| \| \| \| \| \| \| \| \| \| \| \| \| \| \| \| \| \| \| \| \| \| \| \| \| \| 17. Landgravina Luisa de Hesse-Darmstadt \| \| \| \| \| \| \| \| \| \| \| \| \| \| \| \| \| \| \| \| \| \| \| \| \| \| \| \| \| \| \| \| \| \| \| \| \| \| \| \| \| \| \| \| \| \| \| \| \| \| \| \| \| \| 4. Príncipe Carlos de Hesse y el Rin \| \| \| \| \| \| \| \| \| \| \| \| \| \| \| \| \| \| \| \| \| \| \| \| \| \| \| \| \| \| \| \| \| \| \| \| \| \| \| \| \| \| \| \| \| \| \| \| \| \| \| \| \| \| 18. Carlos Luis, príncipe heredero de Baden \| \| \| \| \| \| \| \| \| \| \| \| \| \| \| \| \| \| \| \| \| \| \| \| \| \| \| \| \| \| \| \| \| \| \| \| \| \| \| \| \| \| \| \| \| \| \| \| \| \| \| \| \| \| 9. Princesa Guillermina de Baden \| \| \| \| \| \| \| \| \| \| \| \| \| \| \| \| \| \| \| \| \| \| \| \| \| \| \| \| \| \| \| \| \| \| \| \| \| \| \| \| \| \| \| \| \| \| \| \| \| \| \| \| \| \| 19. Landgravina Amalia de Hesse-Darmstadt \| \| \| \| \| \| \| \| \| \| \| \| \| \| \| \| \| \| \| \| \| \| \| \| \| \| \| \| \| \| \| \| \| \| \| \| \| \| \| \| \| \| \| \| \| \| \| \| \| \| \| \| \| \| 2. Luis IV, Gran Duque de Hesse y el Rin \| \| \| \| \| \| \| \| \| \| \| \| \| \| \| \| \| \| \| \| \| \| \| \| \| \| \| \| \| \| \| \| \| \| \| \| \| \| \| \| \| \| \| \| \| \| \| \| \| \| \| \| \| \| 20. Federico Guillermo II de Prusia \| \| \| \| \| \| \| \| \| \| \| \| \| \| \| \| \| \| \| \| \| \| \| \| \| \| \| \| \| \| \| \| \| \| \| \| \| \| \| \| \| \| \| \| \| \| \| \| \| \| \| \| \| \| 10. Príncipe Guillermo de Prusia \| \| \| \| \| \| \| \| \| \| \| \| \| \| \| \| \| \| \| \| \| \| \| \| \| \| \| \| \| \| \| \| \| \| \| \| \| \| \| \| \| \| \| \| \| \| \| \| \| \| \| \| \| \| 21. Landgravina Federica de Hesse-Darmstadt \| \| \| \| \| \| \| \| \| \| \| \| \| \| \| \| \| \| \| \| \| \| \| \| \| \| \| \| \| \| \| \| \| \| \| \| \| \| \| \| \| \| \| \| \| \| \| \| \| \| \| \| \| \| 5. Princesa Isabel de Prusia \| \| \| \| \| \| \| \| \| \| \| \| \| \| \| \| \| \| \| \| \| \| \| \| \| \| \| \| \| \| \| \| \| \| \| \| \| \| \| \| \| \| \| \| \| \| \| \| \| \| \| \| \| \| 22. Federico V, Landgrave de Hesse-Homburg \| \| \| \| \| \| \| \| \| \| \| \| \| \| \| \| \| \| \| \| \| \| \| \| \| \| \| \| \| \| \| \| \| \| \| \| \| \| \| \| \| \| \| \| \| \| \| \| \| \| \| \| \| \| 11. Landgravina María Ana de Hesse-Homburg \| \| \| \| \| \| \| \| \| \| \| \| \| \| \| \| \| \| \| \| \| \| \| \| \| \| \| \| \| \| \| \| \| \| \| \| \| \| \| \| \| \| \| \| \| \| \| \| \| \| \| \| \| \| 23. Landgravina Carolina de Hesse-Darmstadt \| \| \| \| \| \| \| \| \| \| \| \| \| \| \| \| \| \| \| \| \| \| \| \| \| \| \| \| \| \| \| \| \| \| \| \| \| \| \| \| \| \| \| \| \| \| \| \| \| \| \| \| \| \| 1. Ernesto Luis, Gran Duque de Hesse y el Rin \| \| \| \| \| \| \| \| \| \| \| \| \| \| \| \| \| \| \| \| \| \| \| \| \| \| \| \| \| \| \| \| \| \| \| \| \| \| \| \| \| \| \| \| \| \| \| \| \| \| \| \| \| \| 24. Francisco, duque de Sajonia-Coburgo-Saalfeld \| \| \| \| \| \| \| \| \| \| \| \| \| \| \| \| \| \| \| \| \| \| \| \| \| \| \| \| \| \| \| \| \| \| \| \| \| \| \| \| \| \| \| \| \| \| \| \| \| \| \| \| \| \| 12. Ernesto I, duque de Sajonia-Coburgo y Gotha \| \| \| \| \| \| \| \| \| \| \| \| \| \| \| \| \| \| \| \| \| \| \| \| \| \| \| \| \| \| \| \| \| \| \| \| \| \| \| \| \| \| \| \| \| \| \| \| \| \| \| \| \| \| 25. Condesa Augusta de Reuss-Ebersdorf \| \| \| \| \| \| \| \| \| \| \| \| \| \| \| \| \| \| \| \| \| \| \| \| \| \| \| \| \| \| \| \| \| \| \| \| \| \| \| \| \| \| \| \| \| \| \| \| \| \| \| \| \| \| 6. Príncipe Alberto de Sajonia-Coburgo y Gotha \| \| \| \| \| \| \| \| \| \| \| \| \| \| \| \| \| \| \| \| \| \| \| \| \| \| \| \| \| \| \| \| \| \| \| \| \| \| \| \| \| \| \| \| \| \| \| \| \| \| \| \| \| \| 26. Augusto, duque de Sajonia-Gotha-Altemburgo \| \| \| \| \| \| \| \| \| \| \| \| \| \| \| \| \| \| \| \| \| \| \| \| \| \| \| \| \| \| \| \| \| \| \| \| \| \| \| \| \| \| \| \| \| \| \| \| \| \| \| \| \| \| 13. Princesa Luisa de Sajonia-Gotha-Altemburgo \| \| \| \| \| \| \| \| \| \| \| \| \| \| \| \| \| \| \| \| \| \| \| \| \| \| \| \| \| \| \| \| \| \| \| \| \| \| \| \| \| \| \| \| \| \| \| \| \| \| \| \| \| \| 27. Duquesa Luisa Carlota de Mecklemburgo-Schwerin \| \| \| \| \| \| \| \| \| \| \| \| \| \| \| \| \| \| \| \| \| \| \| \| \| \| \| \| \| \| \| \| \| \| \| \| \| \| \| \| \| \| \| \| \| \| \| \| \| \| \| \| \| \| 3. Princesa Alicia del Reino Unido \| \| \| \| \| \| \| \| \| \| \| \| \| \| \| \| \| \| \| \| \| \| \| \| \| \| \| \| \| \| \| \| \| \| \| \| \| \| \| \| \| \| \| \| \| \| \| \| \| \| \| \| \| \| 28. Jorge III del Reino Unido \| \| \| \| \| \| \| \| \| \| \| \| \| \| \| \| \| \| \| \| \| \| \| \| \| \| \| \| \| \| \| \| \| \| \| \| \| \| \| \| \| \| \| \| \| \| \| \| \| \| \| \| \| \| 14. Príncipe Eduardo, duque de Kent y Strathearn \| \| \| \| \| \| \| \| \| \| \| \| \| \| \| \| \| \| \| \| \| \| \| \| \| \| \| \| \| \| \| \| \| \| \| \| \| \| \| \| \| \| \| \| \| \| \| \| \| \| \| \| \| \| 29. Duquesa Carlota de Mecklemburgo-Strelitz \| \| \| \| \| \| \| \| \| \| \| \| \| \| \| \| \| \| \| \| \| \| \| \| \| \| \| \| \| \| \| \| \| \| \| \| \| \| \| \| \| \| \| \| \| \| \| \| \| \| \| \| \| \| 7. Victoria del Reino Unido \| \| \| \| \| \| \| \| \| \| \| \| \| \| \| \| \| \| \| \| \| \| \| \| \| \| \| \| \| \| \| \| \| \| \| \| \| \| \| \| \| \| \| \| \| \| \| \| \| \| \| \| \| \| 30. Francisco, duque de Sajonia-Coburgo-Saalfeld (= 24) \| \| \| \| \| \| \| \| \| \| \| \| \| \| \| \| \| \| \| \| \| \| \| \| \| \| \| \| \| \| \| \| \| \| \| \| \| \| \| \| \| \| \| \| \| \| \| \| \| \| \| \| \| \| 15. Princesa Victoria de Sajonia-Coburgo-Saalfeld \| \| \| \| \| \| \| \| \| \| \| \| \| \| \| \| \| \| \| \| \| \| \| \| \| \| \| \| \| \| \| \| \| \| \| \| \| \| \| \| \| \| \| \| \| \| \| \| \| \| \| \| \| \| 31. Condesa Augusta de Reuss-Ebersdorf (= 25) \| \| \| \| \| \| \| \| \| \| \| \| \| \| \| \| \| \| \| \| \| \| \| \| \| \| \| \| \| \| \| \| \| \| \| \| \| \| \| \| \| \| \| \| \| \| \| \| \| \| \| \| |                                                         |  |  |  |  |  |  |  |  |  |  |  |  |  |  |  |
| |                                                         |  |  |  |  |  |  |  |  |  |  |  |  |  |  |  |
| | 16. Luis I, Gran Duque de Hesse y el Rin                |  |  |  |  |  |  |  |  |  |  |  |  |  |  |  |
| |                                                         |  |  |  |  |  |  |  |  |  |  |  |  |  |  |  |
| |                                                         |  |  |  |  |  |  |  |  |  |  |  |  |  |  |  |
| | 8. Luis II, Gran Duque de Hesse y el Rin                |  |  |  |  |  |  |  |  |  |  |  |  |  |  |  |
| |                                                         |  |  |  |  |  |  |  |  |  |  |  |  |  |  |  |
| |                                                         |  |  |  |  |  |  |  |  |  |  |  |  |  |  |  |
| | 17. Landgravina Luisa de Hesse-Darmstadt                |  |  |  |  |  |  |  |  |  |  |  |  |  |  |  |
| |                                                         |  |  |  |  |  |  |  |  |  |  |  |  |  |  |  |
| |                                                         |  |  |  |  |  |  |  |  |  |  |  |  |  |  |  |
| | 4. Príncipe Carlos de Hesse y el Rin                    |  |  |  |  |  |  |  |  |  |  |  |  |  |  |  |
| |                                                         |  |  |  |  |  |  |  |  |  |  |  |  |  |  |  |
| |                                                         |  |  |  |  |  |  |  |  |  |  |  |  |  |  |  |
| | 18. Carlos Luis, príncipe heredero de Baden             |  |  |  |  |  |  |  |  |  |  |  |  |  |  |  |
| |                                                         |  |  |  |  |  |  |  |  |  |  |  |  |  |  |  |
| |                                                         |  |  |  |  |  |  |  |  |  |  |  |  |  |  |  |
| | 9. Princesa Guillermina de Baden                        |  |  |  |  |  |  |  |  |  |  |  |  |  |  |  |
| |                                                         |  |  |  |  |  |  |  |  |  |  |  |  |  |  |  |
| |                                                         |  |  |  |  |  |  |  |  |  |  |  |  |  |  |  |
| | 19. Landgravina Amalia de Hesse-Darmstadt               |  |  |  |  |  |  |  |  |  |  |  |  |  |  |  |
| |                                                         |  |  |  |  |  |  |  |  |  |  |  |  |  |  |  |
| |                                                         |  |  |  |  |  |  |  |  |  |  |  |  |  |  |  |
| | 2. Luis IV, Gran Duque de Hesse y el Rin                |  |  |  |  |  |  |  |  |  |  |  |  |  |  |  |
| |                                                         |  |  |  |  |  |  |  |  |  |  |  |  |  |  |  |
| |                                                         |  |  |  |  |  |  |  |  |  |  |  |  |  |  |  |
| | 20. Federico Guillermo II de Prusia                     |  |  |  |  |  |  |  |  |  |  |  |  |  |  |  |
| |                                                         |  |  |  |  |  |  |  |  |  |  |  |  |  |  |  |
| |                                                         |  |  |  |  |  |  |  |  |  |  |  |  |  |  |  |
| | 10. Príncipe Guillermo de Prusia                        |  |  |  |  |  |  |  |  |  |  |  |  |  |  |  |
| |                                                         |  |  |  |  |  |  |  |  |  |  |  |  |  |  |  |
| |                                                         |  |  |  |  |  |  |  |  |  |  |  |  |  |  |  |
| | 21. Landgravina Federica de Hesse-Darmstadt             |  |  |  |  |  |  |  |  |  |  |  |  |  |  |  |
| |                                                         |  |  |  |  |  |  |  |  |  |  |  |  |  |  |  |
| |                                                         |  |  |  |  |  |  |  |  |  |  |  |  |  |  |  |
| | 5. Princesa Isabel de Prusia                            |  |  |  |  |  |  |  |  |  |  |  |  |  |  |  |
| |                                                         |  |  |  |  |  |  |  |  |  |  |  |  |  |  |  |
| |                                                         |  |  |  |  |  |  |  |  |  |  |  |  |  |  |  |
| | 22. Federico V, Landgrave de Hesse-Homburg              |  |  |  |  |  |  |  |  |  |  |  |  |  |  |  |
| |                                                         |  |  |  |  |  |  |  |  |  |  |  |  |  |  |  |
| |                                                         |  |  |  |  |  |  |  |  |  |  |  |  |  |  |  |
| | 11. Landgravina María Ana de Hesse-Homburg              |  |  |  |  |  |  |  |  |  |  |  |  |  |  |  |
| |                                                         |  |  |  |  |  |  |  |  |  |  |  |  |  |  |  |
| |                                                         |  |  |  |  |  |  |  |  |  |  |  |  |  |  |  |
| | 23. Landgravina Carolina de Hesse-Darmstadt             |  |  |  |  |  |  |  |  |  |  |  |  |  |  |  |
| |                                                         |  |  |  |  |  |  |  |  |  |  |  |  |  |  |  |
| |                                                         |  |  |  |  |  |  |  |  |  |  |  |  |  |  |  |
| | 1. Ernesto Luis, Gran Duque de Hesse y el Rin           |  |  |  |  |  |  |  |  |  |  |  |  |  |  |  |
| |                                                         |  |  |  |  |  |  |  |  |  |  |  |  |  |  |  |
| |                                                         |  |  |  |  |  |  |  |  |  |  |  |  |  |  |  |
| | 24. Francisco, duque de Sajonia-Coburgo-Saalfeld        |  |  |  |  |  |  |  |  |  |  |  |  |  |  |  |
| |                                                         |  |  |  |  |  |  |  |  |  |  |  |  |  |  |  |
| |                                                         |  |  |  |  |  |  |  |  |  |  |  |  |  |  |  |
| | 12. Ernesto I, duque de Sajonia-Coburgo y Gotha         |  |  |  |  |  |  |  |  |  |  |  |  |  |  |  |
| |                                                         |  |  |  |  |  |  |  |  |  |  |  |  |  |  |  |
| |                                                         |  |  |  |  |  |  |  |  |  |  |  |  |  |  |  |
| | 25. Condesa Augusta de Reuss-Ebersdorf                  |  |  |  |  |  |  |  |  |  |  |  |  |  |  |  |
| |                                                         |  |  |  |  |  |  |  |  |  |  |  |  |  |  |  |
| |                                                         |  |  |  |  |  |  |  |  |  |  |  |  |  |  |  |
| | 6. Príncipe Alberto de Sajonia-Coburgo y Gotha          |  |  |  |  |  |  |  |  |  |  |  |  |  |  |  |
| |                                                         |  |  |  |  |  |  |  |  |  |  |  |  |  |  |  |
| |                                                         |  |  |  |  |  |  |  |  |  |  |  |  |  |  |  |
| | 26. Augusto, duque de Sajonia-Gotha-Altemburgo          |  |  |  |  |  |  |  |  |  |  |  |  |  |  |  |
| |                                                         |  |  |  |  |  |  |  |  |  |  |  |  |  |  |  |
| |                                                         |  |  |  |  |  |  |  |  |  |  |  |  |  |  |  |
| | 13. Princesa Luisa de Sajonia-Gotha-Altemburgo          |  |  |  |  |  |  |  |  |  |  |  |  |  |  |  |
| |                                                         |  |  |  |  |  |  |  |  |  |  |  |  |  |  |  |
| |                                                         |  |  |  |  |  |  |  |  |  |  |  |  |  |  |  |
| | 27. Duquesa Luisa Carlota de Mecklemburgo-Schwerin      |  |  |  |  |  |  |  |  |  |  |  |  |  |  |  |
| |                                                         |  |  |  |  |  |  |  |  |  |  |  |  |  |  |  |
| |                                                         |  |  |  |  |  |  |  |  |  |  |  |  |  |  |  |
| | 3. Princesa Alicia del Reino Unido                      |  |  |  |  |  |  |  |  |  |  |  |  |  |  |  |
| |                                                         |  |  |  |  |  |  |  |  |  |  |  |  |  |  |  |
| |                                                         |  |  |  |  |  |  |  |  |  |  |  |  |  |  |  |
| | 28. Jorge III del Reino Unido                           |  |  |  |  |  |  |  |  |  |  |  |  |  |  |  |
| |                                                         |  |  |  |  |  |  |  |  |  |  |  |  |  |  |  |
| |                                                         |  |  |  |  |  |  |  |  |  |  |  |  |  |  |  |
| | 14. Príncipe Eduardo, duque de Kent y Strathearn        |  |  |  |  |  |  |  |  |  |  |  |  |  |  |  |
| |                                                         |  |  |  |  |  |  |  |  |  |  |  |  |  |  |  |
| |                                                         |  |  |  |  |  |  |  |  |  |  |  |  |  |  |  |
| | 29. Duquesa Carlota de Mecklemburgo-Strelitz            |  |  |  |  |  |  |  |  |  |  |  |  |  |  |  |
| |                                                         |  |  |  |  |  |  |  |  |  |  |  |  |  |  |  |
| |                                                         |  |  |  |  |  |  |  |  |  |  |  |  |  |  |  |
| | 7. Victoria del Reino Unido                             |  |  |  |  |  |  |  |  |  |  |  |  |  |  |  |
| |                                                         |  |  |  |  |  |  |  |  |  |  |  |  |  |  |  |
| |                                                         |  |  |  |  |  |  |  |  |  |  |  |  |  |  |  |
| | 30. Francisco, duque de Sajonia-Coburgo-Saalfeld (= 24) |  |  |  |  |  |  |  |  |  |  |  |  |  |  |  |
| |                                                         |  |  |  |  |  |  |  |  |  |  |  |  |  |  |  |
| |                                                         |  |  |  |  |  |  |  |  |  |  |  |  |  |  |  |
| | 15. Princesa Victoria de Sajonia-Coburgo-Saalfeld       |  |  |  |  |  |  |  |  |  |  |  |  |  |  |  |
| |                                                         |  |  |  |  |  |  |  |  |  |  |  |  |  |  |  |
| |                                                         |  |  |  |  |  |  |  |  |  |  |  |  |  |  |  |
| | 31. Condesa Augusta de Reuss-Ebersdorf (= 25)           |  |  |  |  |  |  |  |  |  |  |  |  |  |  |  |
| |                                                         |  |  |  |  |  |  |  |  |  |  |  |  |  |  |  |
| |                                                         |  |  |  |  |  |  |  |  |  |  |  |  |  |  |  |

| Predecesor: Luis IV | Gran duque de Hesse y del Rin 13 de marzo de 1892 - 9 de noviembre de 1918 | Sucesor: Abolición del Gran Ducado |

## Lectura adicional
- Massie, Robert K. (1995). The Romanovs: The Final Chapter. (en inglés) Londres: Random House, ISBN 0-09-960121-4
- Sherman, Theresa (seudónimo de Ilana D. Miller) (2008). The Royal Mob. (en inglés) Maryland: PublishAmerica, ISBN 978-1-60441-774-6.